# Бреверн, Иван Христофорович
Иван (Иоганн) Христофорович фон Бреверн (нем. Johann von Brevern,  3 (15) декабря 1813, Йёрден, Эстляндская губерния — 29 апреля (11 мая) 1885, Санкт-Петербург) —  офицер и государственный деятель Российской империи, Лифляндский вице-губернатор, Курляндский губернатор и сенатор.

## Биография
Иоганн Христофорович фон Бреверн родился 3 декабря 1813 года в волости Йёрден в Эстляндской губернии (ныне волость Юуру в Эстонии). Его отцом был Курляндский губернатор в 1827–1853 годах Христофор Иванович фон Бреверн, а матерью — Юлия, урождённая фон Штрандман (6 ноября 1790—20 июля 1830), дочь генерал-лейтенанта Отто фон Штрандмана.
Иоганн фон Бреверн окончил Царскосельский лицей. В возрасте 21 года начал свою карьеру в Министерстве иностранных дел. В 1835 году поступил юнкером в лейб-гвардии Волынский полк, затем служил в гвардейской конной артиллерии. Участвовал в Кавказской войне, оставил армию в 1839 году, дослужившись до чина подпоручика:236.
В 1845 году он служил секретарём генерал-губернатора в Риге, а в следующем году стал старшим чиновником для особых поручений при Балтийском генерал-губернаторстве. Произведён в 5-й гражданский и придворный чин по Табели о рангах (статский советник и камер-юнкер) 22 мая 1852 г., а 20 июля 1852 г. назначен Лифляндским вице-губернатором. Он занимал эту должность до 9 (21) мая 1858 года, когда был переведен в Курляндию на должность, ранее занимаемую его отцом. Во время своего пребывания в должности он пытался предотвратить распространение Январского восстания на Курляндию. В 1865 году подавил беспорядки, происходившие в губернии, после чего был произведён в тайные советники. Покинул должность губернатора 21 августа (2 сентября) 1868 года, затем стал сенатором в Правительствующем сенате (на посту губернатора его сменил Пауль фон Лилиенфельд-Тоаль).
Умер 29 апреля (11 мая) 1885 года:236-237. Похоронен в Митаве на Литераторском кладбище, могила не сохранилась.

## Награды
- Орден Св. Станислава 3-й ст. (1838)
- Орден Св. Анны 2-й ст. (1852)[4]
- Орден Св. Владимира 3-й ст. (1855)[4]
- Орден Св. Станислава 1-й ст. (1860)[4]
- Орден Св. Анны 1-й ст. с мечами над орденом (1862)[5]
- Орден Св. Владимира 2-й ст. (1880)
- Знак отличия беспорочной службы за XV лет
- Медаль «В память войны 1853—1856»
- Крест «За службу на Кавказе»

## Семья
- Жена (с 1 мая 1840) — Катарина (Екатерина Егоровна), урождённая фон Арпсгофен (3 ноября 1817–13 апреля 1904), дочь генерал-майора Георга фон Апсгофена ауф Лагена и Александры Петровны Демидовой:
  - Дочь — Мария (1841–1916), замужем за бароном Юлиусом фон Эльсеном (1834—1895)[1][6].
  - Сын — Георг (Егор Иванович) фон Бреверн (1 апреля 1843—3 марта 1898) русский генерал-майор и командир резервной бригады, женат на Анне Вильгельмине Рюкер (1850—?)[1][3]:236.
  - Сын — Александр фон Бреверн (27 марта 1845—10 января 1897), владелец поместья Сагаррена в Литве и Дритцана в Витебской губернии, женат на Теофилии фон дер Ропп (1848–1887)
  - Дочь — Катарина Исалия (1847—?) вышла замуж за Георга  фон Ливена (?—1910)[1][6]
  - Сын — Николай фон Бреверн (2 августа 1848—22 января 1919), судья Варшавского апелляционного суда, Варшавского Государственного совета, женат на графине Александрине Генриетте Цеге фон Мантейфель (1855—?), убит в 1919[1]
  - Сын — Вольдемар фон Бреверн (12 декабря 1857—9 июля 1905) убит революционерами между Гробиней и Гавезеном, крестьянский комиссар, женат на Барбаре Верманн (1862—?)
- Сестра — Аннета (25 апреля 1808—10 июня 1889), замужем за бароном Эвальдом фон Клейстом (нем. Friedrich Christian Ewald von Kleist, 6 июня 1793—28 апреля 1871)[1][6][a].
- Сестра — Юлия Августа (1811—1890), замужем за Эрнстом Магнусом Эльсеном (1799—1848)[1].
- Сестра — Тереза Катарина (22 июля 1814—29 марта 1883), замужем за бароном Карлом Теодором фон дер Роппом (3 октября 1809—24 ноября 1883)[1][6]
- Сестра — Каролина Барбара (1816—1837)[1]
- Сестра — Эмилия (1820—1895)[1], замужем за Густавом Карлом Вевелем фон Крюгером (27 декабря 1810—?)[6]
- Брат — Александр Христофорович Бреверн (4 октября 1823—21 октября 1896)[1]
- Сестра — Элизабета Гертурда Юлиана (1825—1865)[1], замужем за Густавом Карлом Вевелем фон Крюгером (27 декабря 1810—?), у них сын Василий[6], после  смерти (?) Элизабеты Густав женился на её старшей сестре Эмилии.
- Сестра — Клаудина (1839—1901), замужем за Грегором Христофором фон Бреверном (1813—1873)[1].

## Комментарии
1. ↑  Польский источник сообщает, что у Ивана фон Бреверна была сестра Анна фон Бреверн (1779—3/15 января 1863), которая жила всю жизнь в одном доме с отцом и умерла за день до него[3]:232–233. Судя по дате рождения, она должна была быть рождена вне брака, когда Христофору Ивановичу было 17 лет от роду